# 1024 (szám)
Az 1024 (római számmal: MXXIV) egy természetes szám, négyzetszám, a 32 négyzete; a 2 tizedik hatványa.

## A szám a matematikában
A tízes számrendszerbeli 1024-es a kettes számrendszerben 10000000000, a nyolcas számrendszerben 2000, a tizenhatos számrendszerben 400 alakban írható fel.
Az 1024 páros szám, összetett szám, azon belül négyzetszám, kanonikus alakban a 210 hatvánnyal, normálalakban az 1,024 · 103 szorzattal írható fel. Az első olyan szám, amelynek pontosan 11 osztója van, ezek növekvő sorrendben: 1, 2, 4, 8, 16, 32, 64, 128, 256, 512 és 1024.
Két szám valódiosztó-összegeként áll elő, ezek a 992 és a 2042.